# Segunda Guerra Ítalo-Etíope
Segunda Guerra Italo-Etíope foi um conflito ocorrido em 1935-1936, quando a Itália fascista de Benito Mussolini invadiu a Abissínia (atual Etiópia).
O imperador Haile Selassie I fez um discurso em 12 de maio de 1936 à Assembleia da Sociedade das Nações em Genebra pela agressão militar e também denunciou o uso de armas químicas contra a população etíope e, portanto, foi declarado sanções econômicas pela Sociedade das Nações.
Apesar da superioridade militar, do ponto de vista tecnológico, da Itália, as forças etíopes apresentaram mais resistência do que os italianos tinham previsto, o que os levou a utilizar armas químicas, inclusive nas populações civis. Este facto não foi noticiado na imprensa italiana da época, e muito pouco na restante.

## A proclamação do Império
A vitória foi oficialmente comunicada por Mussolini ao povo italiano na tarde de 5 de maio de 1936, depois de uma mensagem do marechal Pietro Badoglio.
Em 7 de maio, a Itália anexou oficialmente a Abissínia, e em 9 de maio, do balcão do Palácio Veneza, Mussolini anunciou o fim da guerra e proclamou o nascimento do Império, reservando para Vítor Emanuel III o cargo de Imperador da Etiópia e de Primeiro Marechal do Império.
Mussolini estabeleceu que na indicação da data em documentos oficiais e jornais se escrevesse, ao lado dos anos a contar desde o nascimento de Jesus, também aquele a começar a partir de 28 de outubro de 1922 (tal disposição já estava em uso) e da fundação do Império (por exemplo, 1936 era indicado como "ano 1936, XIV da Era Fascista, I do Império").
Eritreia, Abissínia e Somália Italiana foram reunidas sob um único governador e a nova possessão imperial foi denominada África Oriental Italiana.
Em 4 de julho a Sociedade das Nações decretou terminada a aplicação do artigo XVI e as sanções caíram dia 15 do mesmo mês (o único Estado que se opôs foi África do Sul).
Por um certo período na Etiópia se verificaram contínuos ataques de guerrilhas fieis ao imperador recém-deposto, que foram duramente reprimidas com fuzilamentos sumários.